# Parmentier (stanice metra v Paříži)

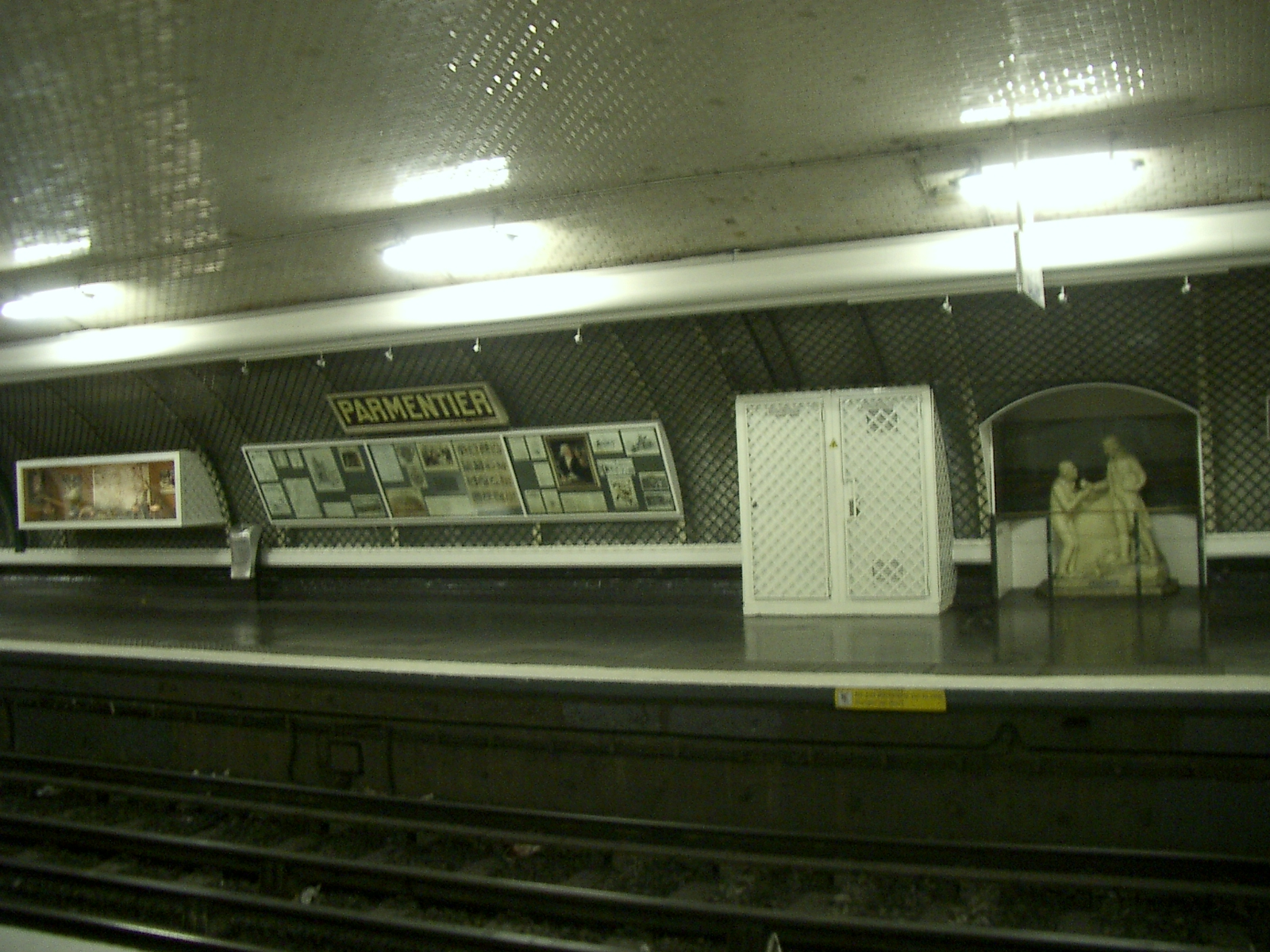
Nástupiště na stanici

Parmentier je nepřestupní stanice pařížského metra na lince 3 v 11. obvodu v Paříži. Nachází se na křižovatce ulic Avenue de la République, pod kterou vede linka 3, Avenue Parmentier a Rue Oberkampf.

## Historie
Stanice byla otevřena 10. října 1904 jako součást prvního úseku linky mezi stanicemi Père Lachaise a Villiers.

## Název
Jméno stanice je odvozeno od názvu Avenue Parmentier. Antoine-Augustin Parmentier (1737–1813) byl francouzský farmaceut a agronom, v roce 1769 přispěl k rozšíření brambor ve Francii.